# Svetlana Pospelova
Svetlana Mihajlovna Pospelova (rusko Светлана Михайловна Поспелова), ruska atletinja, * 24. december 1979, Leningrad, Sovjetska zveza.
Nastopila je na poletnih olimpijskih igrah leta 2000 in izpadla v prvem krogu teka na 400 m. Na svetovnih prvenstvih je osvojila naslov prvakinje v štafeti 4x400 m leta 2005, na svetovnih dvoranskih prvenstvih srebrno medaljo v isti disciplini leta 2010, na evropskih prvenstvih naslov prvakinje v štafeti 4x400 m leta 2006, na evropskih dvoranskih prvenstvih pa naslova prvakinje v teku na 400 m in štafeti 4x400 m v letih 2000 in 2005. Leta 2000 je prejela dvoletno prepoved nastopanja zaradi dopinga.